# Kodjo Afanou
Kodjo Afanou est un footballeur français né le 21 novembre 1977 au Togo. Il évolue au poste de défenseur central.

## Biographie
Né a Tabligbo, Kodjo Afanou est un joueur franco-togolais. Il grandit à Cenon sur la rive droite de Bordeaux et commence ses débuts dans le football au sein du club de l'OPC (Olympique Palmer Cenon). Formé aux Girondins de Bordeaux, il fait partie de l'équipe qui remporte le championnat de France de Division 1 (actuelle Ligue 1) en 1998-1999 et la Coupe de la Ligue en 2002. Il participe à la campagne de Ligue des champions 1999-2000. Souvent barré par la paire Nisa Saveljić et Hervé Alicarte, il finit par s'imposer dans le cœur de la défense girondine au point d'attirer les convoitises du FC Barcelone. Il signe ensuite en prêt à Al Ain Club où il remporte tout de même la Ligue des champions de l'AFC.
Il est sélectionné à 12 reprises en équipe de France espoirs et dispute un total de 218 matchs en Ligue 1 avec les Girondins de Bordeaux.
Il signe ensuite en Turquie, au Gaziantepspor en 2006, et finit sa carrière professionnelle en Arabie saoudite à Al-Hazm Rass de 2008 à 2012.

## Palmarès
- Champion de France en 1999 avec Bordeaux
- Vainqueur de la Coupe de la Ligue en 2002 avec Bordeaux
- Finaliste du Trophée des Champions avec Bordeaux en 2000
- Finaliste de la Coupe de la Ligue en 1998 avec Bordeaux
- Vainqueur de la ligue des champions de l'Asian Football Club avec al Aïn en 2003
- Quart de finaliste du championnat mondial des -20 ans en 1997
- Vice Champion de France 2005/2006 avec Bordeaux